# Metro-Goldwyn-Mayer
Metro-Goldwyn-Mayer, ou MGM, é uma empresa norte-americana de comunicação de massa, envolvida principalmente com produção e distribuição de filmes e programas televisivos. A MGM foi fundada em 1924, quando o empresário do ramo do entretenimento, Marcus Loew, adquiriu o controle da Metro Pictures, Goldwyn Pictures e da Louis B. Mayer Pictures.
Sediada em Beverly Hills, na Califórnia, a MGM é uma das produtoras cinematográficas mais antigas e prestigiadas da história do cinema.

## Visão geral
O lema oficial do estúdio é "Ars Gratia Artis", uma frase em latim que significa "Arte pela arte". Foi escolhida por Howard Dietz, chefe de publicidade do estúdio em 1924. A logo do estúdio é um leão rugindo, envolto por um círculo com o lema do estúdio inscrito. A logo, que apresenta "Leo, o Leão," foi criada por Dietz em 1916 para a Goldwyn Pictures e foi usada mais tarde em 1924 para representar a MGM. Dietz baseou-se no mascote símbolo da Columbia University, que tinha como animal um leão. originalmente silencioso, o som do rugido de Leo foi adicionado aos filmes pela primeira vez em agosto de 1928. O slogan popular do estúdio é "more stars than there are in heaven", ( mais estrelas que as que estão no firmamento) é uma referência ao grande número de estrelas de cinema que tinham contrato com o estúdio na década de 1930. Esse segundo slogan também foi criado por Deitz, e foi provavelmente usado pela primeira vez em 1932. O nome METRO-GOLDWYN-MAYER foi usado pela primeira vez em 1924 e foi registrado como marca no começo da década de sessenta, sendo renovado em 2001.

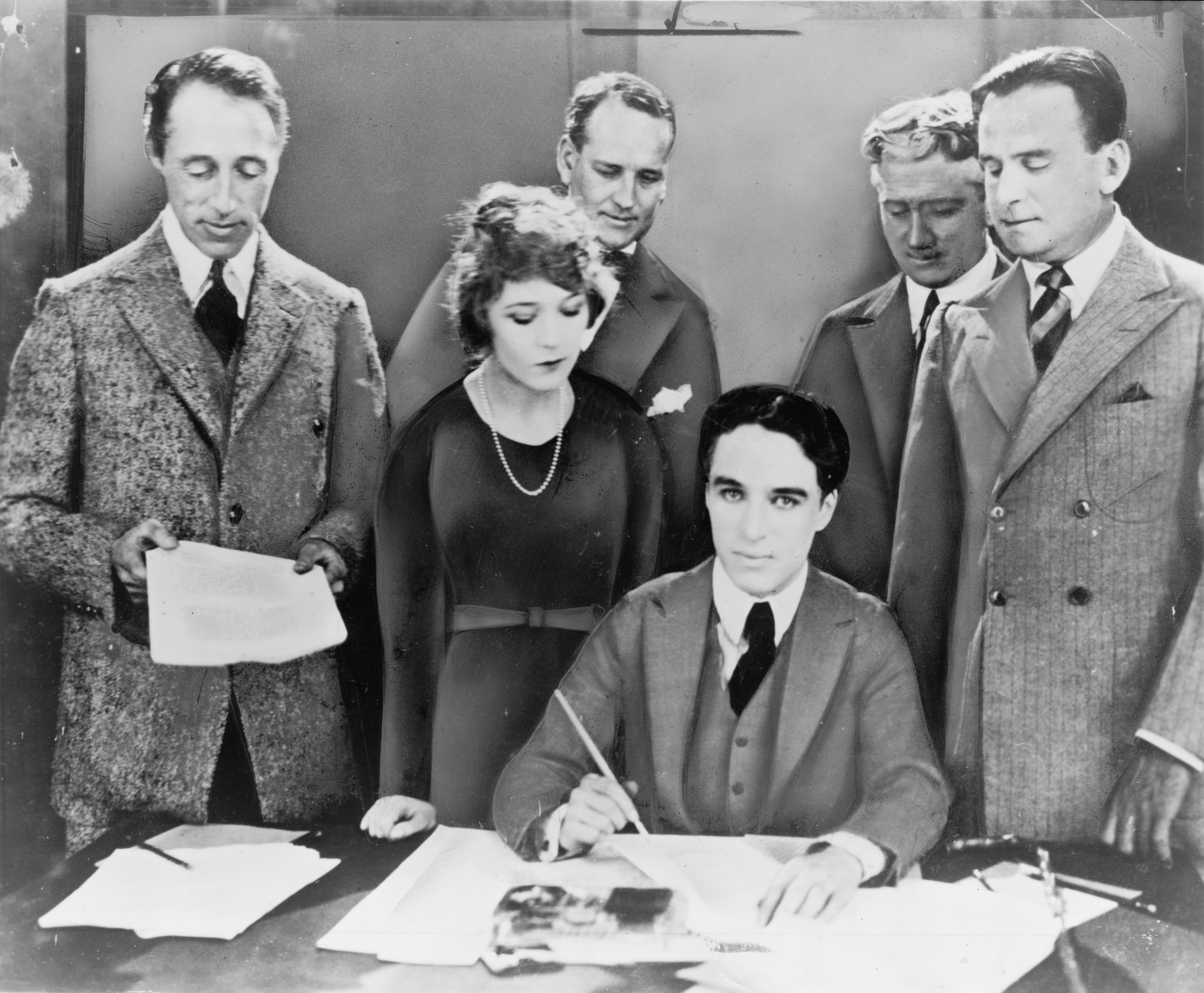
D.W. Griffith, Mary Pickford, Charlie Chaplin (sentado) e Douglas Fairbanks criam a United Artists

Do final da era do cinema mudo, até a Segunda Guerra Mundial, a Metro-Goldwyn-Mayer era o maior e mais rentável estúdio de cinema de Hollywood. Tendo decaído lentamente durante as décadas de 1950 e 1960. Embora muito dos filmes desse período tenham se saído bem nas bilheterias, o estúdio sofreu prejuízos significativos durante os anos de 1960. Edgar Bronfman, Sr. comprou uma participação majoritária da MGM em 1966 (tendo sido presidente do conselho brevemente em 1969), e em 1967 a Time Warner se tornou a sócia majoritária da empresa. Em 1969, Kirk Kerkorian comprou 40% da MGM de Bronfman e da Time, cortou pessoal e custos de produção, forçando o estúdio a encerrar suas produções cinematográficas em 1973. O estúdio continuou a distribuir filmes durante esse período usando o mesmo nome, mas retornou a realizar filmes em 1980.
A MGM tentou reconstruir sua capacidade de produção em 1981 comprando a United Artists (juntamente com a lucrativa franquia de James Bond). Houve um aumento nas dividas de estúdio por causa dessa volta a produção cinematográfica.

## História

### Fundação
Em 1924, o magnata de salas de cinema Marcus Loew comprou a Metro Pictures Corporation (fundada em 1916) e a Goldwyn Pictures (fundada em 1917) para assegurar o fornecimento constante de filmes para a sua cadeia de salas de cinema, a Loews Cineplex Entertainment. Todavia, essas compras trouxeram a necessidade de alguém para comandar seus negócios em Hollywood, já que seu assistente mais antigo, Nicholas Schenck era necessário em New York para administrar os cinemas. Loew resolveu a questão após comprar a Mayer Pictures em 16 de abril de 1924. Devido ao seu trabalho e sucesso como produtor, Louis B. Mayer foi feito vice-presidente da nova empresa e chefe das operações do estúdio na Califórnia, com Harry Rapf e Irving Thalberg como diretores de produção. Por décadas a MGM era apresentada nos pôsteres de seus filmes como "Controlled by Loew's" Originalmente, os novos filmes do estúdio eram apresentados da seguinte maneira: "Louis B. Mayer presents a Metro-Goldwyn picture", mas Mayer logo adicionou seu nome no estúdio. Embora Loew's Metro fosse o sócio majoritário, a nova empresa herdou os estúdios da Goldwyn em Culver City, Califórnia, e o então ex-mascote da Goldwyn; Leo, o leão (que substitui o antigo símbolo da Metro, um papagaio), além ainda do slogan da corporação, Ars Gratia Artis Art for Art's Sake.
Também foi herdado da  Goldwyn uma produção em andamento, Ben-Hur, que estava sendo filmada em Roma há muitos meses a um grande custo de produção. A Mayer trouxe grande parte do que havia sido filmado e deslocou a produção do filme para Culver City. Embora Ben–Hur fosse a filme mais caro feito até então, ele trouxe o primeiro sucesso de bilheteria da MGM. Ainda em 1925, com os sucessos de The Big Parade e Ben-Hur, a MGM ultrapassou a Universal Studios e se tornou o maior estúdio de cinema de Hollywood. Marcus Loew morreu em 1927, e o controle da Loew's passou para seu sócio, Nicholas Schenck. William Fox da Fox Film Corporation em 1929, com a autorização de Schenck comprou todas as ações da família de Loew. Mayer e Thalberg discordaram da decisão. Mayer usou suas ligações políticas para persuadir o Departamento de Justiça para impedir a operação por políticas de antitruste. Durante esse período, no verão de 1929, Fox foi gravemente ferido num acidente automobilístico. No tempo que se recuperava, ocorreu a Crise de 29 no final daquele ano, pondo fim a possibilidade de fusão da Fox e da MGM. Schenck e Mayer nunca tinham se dado muito bem, e a tentativa fracassada de fusão com a Fox só fez crescer a animosidade entre os dois homens.

### Anos de ouro
Desde o início, a MGM apelou pela audiência com glamour e sofisticação. Tendo herdado alguns dos grandes nomes das antigas companhias, Mayer e Thalberg começaram a criar e popularizar um grande número de novas estrelas de cinema, entre elas  Greta Garbo, John Gilbert, William Haines, Norma Shearer, e Joan Crawford. Nomes consagrados como Lon Chaney, William Powell, Buster Keaton, e Wallace Beery foram trazidos de outros estúdios. A MGM também herdou grandes diretores, como King Vidor, Clarence Brown, Erich von Stroheim, Tod Browning, e Victor Seastrom. A chegada do cinema sonoro em 1928–29 trouxe oportunidade para novas estrelas, sendo que muitas delas iriam carregar o estúdio através da década de trinta, como Clark Gable, Jean Harlow, Robert Montgomery, Myrna Loy, Jeanette MacDonald, e Nelson Eddy entre outros.

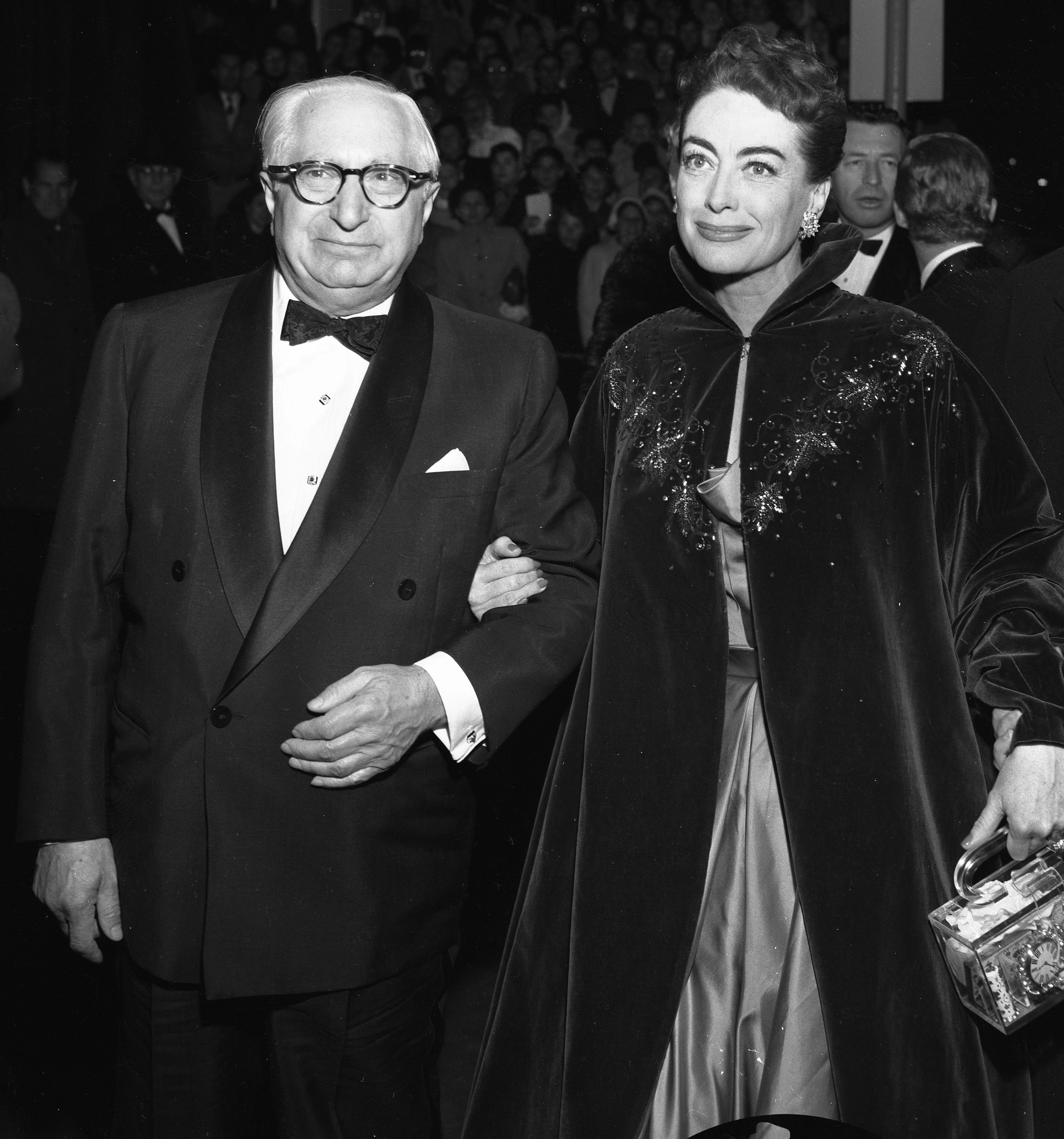
Mayer e Joan Crawford em uma festa

MGM foi um dos primeiros estúdios a experimentar filmagens em Technicolor. Usando os processos de duas cores da Technicolor até então disponíveis, a MGM filmou partes do The Uninvited Guest (1923), The Big Parade (1925), e Ben–Hur (1925), além de muitos outros. Em 1928, a MGM lançou The Viking, primeiro Technicolor apresentado com som. O primeiro filme sonorizado e sem ser em duas cores da MGM foi o musical de 1930 The Rogue Song. Em 1934 a MGM produziu uma sequência feita num novo processo da Technicolor com três cores, um musical chamado The Cat and the Fiddle. O estúdio produziu uma série de curtas feitos em três cores, incluindo o musical de 1935 La Fiesta de Santa Barbara, todavia a MGM esperou até 1938 para filmar um filme inteiro com a nova tecnologia, Sweethearts com Jeanette MacDonald e Nelson Eddy.
A partir daí a MGM passou a produzir regularmente filmes em Technicolor, sendo The Wizard of Oz  e Northwest Passage os mais notáveis. A MGM também conseguiu um enorme sucesso ao alcançar em Technicolor o filme Gone with the Wind , apresentando Vivien Leigh como Scarlett O'Hara e Clark Gable como Rhett Butler. Embora Gone With the Wind tenha sido produzido pela Selznick International Pictures, o filme foi lançado pela MGM como parte de um acordo com o produtor David O. Selznick para conseguir que Clark Gable entrasse na produção do filme. Todavia, o longa-metragem, sendo uma produção da Selznick International, tem início com o logo da companhia, e não com o usual leão da MGM.
A MGM também produziu algumas comédias em parceria com a Hal Roach Studios. O negócio de distribuição de filmes com a Roach durou de 1927 até 1938, tendo a MGM se beneficiado com o sucesso de alguns atores dessas comédias. Em 1938, a MGM comprou os direitos de um desse filmes feitos com a Roach, Our Gang, produzindo uma série sucessiva de sucessos de comédias infantis até 1944. De 1929 até 1931, a MGM produziu uma série de comédias chamadas Dogville Comedies, as quais treinavam cachorros e os vestiam em parodia a filmes da época. Um desses curtas, The Dogway Melody (1930), parodiou um Hit musical da MGM de 1929, chamado Broadway Melody.

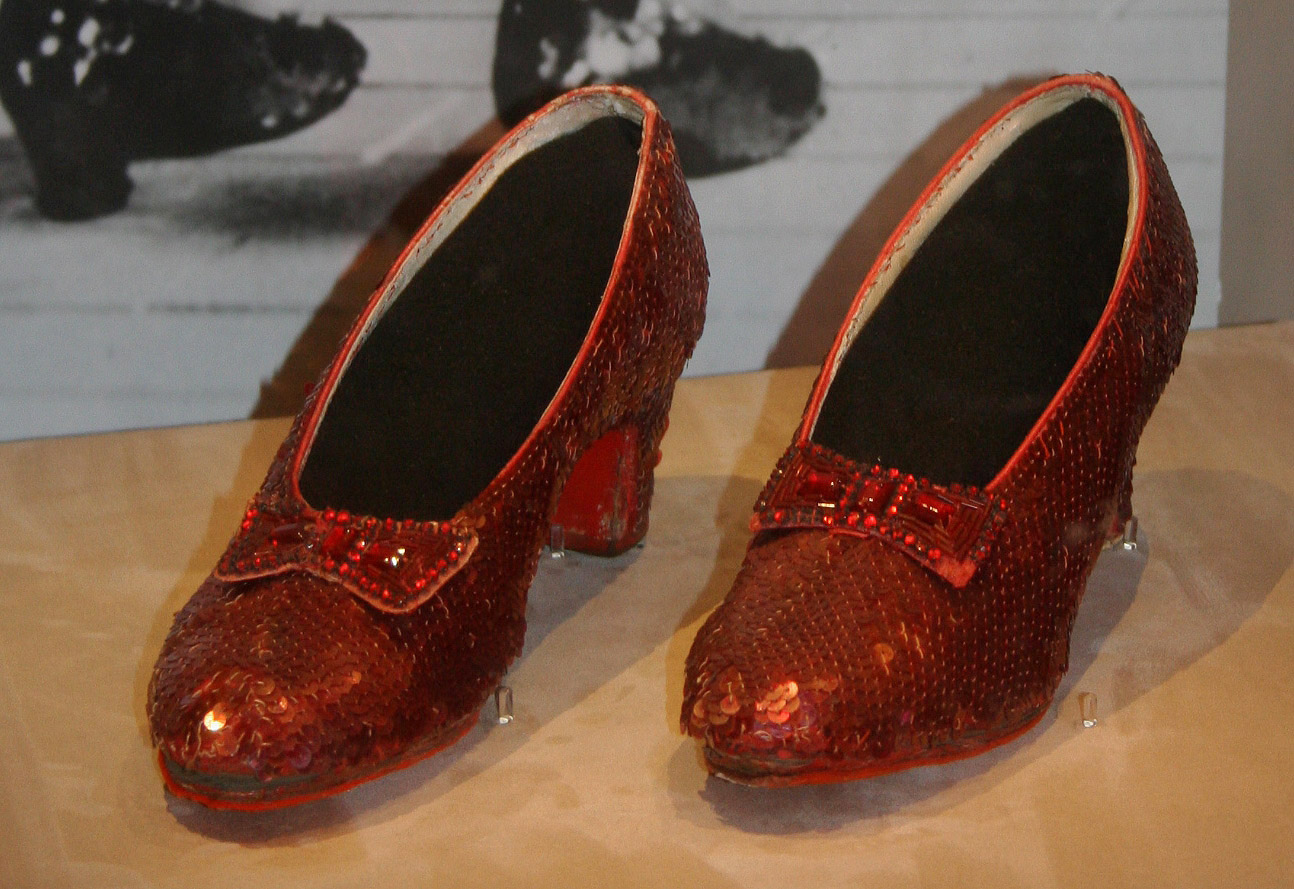
Os sapatos leiloados de Dorothy, personagem do filme The Wizard of Oz.

A MGM produziu cerca de 50 filmes por ano. Os cinemas da Loew estavam locados principalmente em Nova Iorque e no noroeste dos EUA (embora Gone With the Wind tenha tido sua premiere em um cinema da empresa em Atlanta, Geórgia), então a MGM produziu filmes mais sofisticados e polidos para cativar o público dos centros urbanos. Quando a Grande depressão se aprofundou, a MGM conseguiu fazer algo que suas rivais não conseguiram: não perder dinheiro, embora tenham existido ocasionais desastres como Parnell  (1937), o maior fracasso de Clark Gable. Foi o único estúdio de Hollywood a continuar a pagar seus dividendos durante a década de trinta.
As estrelas da MGM dominaram as bilheterias durante os anos trinta. A MGM contratou a The American Musical Academy of Arts Association (agora conhecida como the International Academy of Music Arts and Sciences) para lidar com a imprensa e com o desenvolvimento de seus atores. A principal função da AMAA era assessorar e orientar atores para que estes se tornassem mais atraentes ao público. Estrelas como Norma Shearer, Joan Crawford, e Greta Garbo não só eram as principais atrizes do estúdio, mas de toda Hollywood. Garbo começou a perder sua audiência americana após Queen Christina (1933), além de uma disputa contratual a ter mantido fora de Hollywood por dois anos, e outra sex symbol da MGM, Jean Harlow, com a oportunidade se tornou uma das atrizes mais admiradas da MGM. Apesar do sucesso de Jean Harlow, Garbo ainda era um estrela no estúdio quando ela retornou após a disputa contratual. Shearer ainda rendia dinheiro para o estúdio apesar de suas aparições começarem a se tornar raras, e Joan Crawford continuou com seu poder de atrair grandes públicos até ao final de 1937. A MGM também iria receber impulso do homem que iria se tornar "Rei de Hollywood", Clark Gable; A carreira de Gable decolou após ele ganhar um Oscar pelo filme de 1934 da Columbia chamado It Happened One Night. Por volta de 1943, todos os três deixaram o estúdio. Joan Crawford assinou com a Warner Bros. onde sua carreira teve um dramática reviravolta para melhor; Shearer e Garbo nunca fizeram outro filme após deixar a MGM.

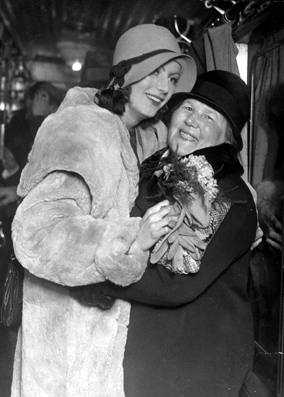
Greta Garbo e sua mãe em 1939

O relacionamento entre Mayer e Irving Thalberg estava relativamente melhor; Thalberg preferia obras literárias popularescas que agradavam o público. Thalberg, sempre fisicamente frágil, foi retirado da direção de produção em 1932. Mayer encorajou outros produtores, entre eles seu genro David O. Selznick, mas nenhum deles pareceu ter a visão de Thalberg. Quando este caiu mais uma vez doente em 1936, Louis Mayer serviu como substituto temporário. Surgiram rumores que Thalberg estaria saindo para fundar sua empresa independente, mas sua morte prematura em 1936, com 37 anos de idade, custou caro para a MGM.
Como resultado da morte de Thalberg, Mayer se tornou tanto diretor de produção como chefe do estúdio, se tornando o primeiro executivo milionário na história americana. O estúdio permaneceu rentável. Cada vez mais, antes e durante a Segunda Guerra Mundial, Mayer se tornou refém do conselho de produtores do estúdio, que controlavam os lançamentos da MGM. Essa gestão por um conselho pode explicar por que motivo a MGM pareceu perder sua dinamicidade, criando poucas estrelas e desenvolvendo sequências cinematográficas de um parco material. (Dorothy Parker memoravelmente se referiu a isso como "Metro-Goldwyn-Merde.") Os custos de produção continuaram altos, até mesmo na produção dos filme B. Após 1940, a produção foi cortada de 50 filmes para 25 filmes por ano. Foi durante esse período que a MGM lançou diversos musicais rentáveis, com atores como Judy Garland, Fred Astaire, Gene Kelly e Frank Sinatra.
Como o público se afastou depois da guerra, a MGM encontrou dificuldade para atrair audiência. Enquanto outros estúdios diminuíram o número de musicais no período de guerra, a MGM aumentou sua produção em cinco ou seis a cada ano, representando um quarto da sua produção anual. Alguns filmes foram caros para serem produzidos, exigindo uma equipe cheia de compositores, arrangistas, músicos, dançarinos e suporte técnico, afetando o orçamento anual do estúdio. Ao final dos anos quarenta, os lucros da MGM estavam em queda, e Schenck afirmou que era necessário encontrar um "novo Thalberg" para o estúdio. Mayer pensou ter encontrado seu salvador em Dore Schary, um escritor e compositor que tinha tido inúmeros sucessos enquanto trabalhava na RKO Pictures.
O gosto de Mayer com filmes alegres e "bonitos" entrava em contraste com a preferência de Schary para filmes reflexivos, que traziam uma mensagem para o público. Em agosto de 1951, após um período de amigável antagonismo com Schary, Mayer foi demitido. Rumores dizem que Mayer teria chegado a Schenck e dado um ultimato — "ou ele ou eu". Todavia, o tiro saiu pela culatra e ele é que foi demitido.
Talvez devido a saída de Mayer (o que nunca foi confirmado), a frase Metro-Goldwyn-Mayer presents não aparece em nenhum filme feito pela MGM entre 1950 e 1957, o ano da morte de Louis B. Mayer.
Com o corte gradual do contrato de alguns atores (sendo um dos mais conhecidos o de Judy Garland em 1950), Schary conseguiu estabilizar o estúdio como ele era no começo da década de 1950. Sob a direção de Schary, MGM produziu bem sucedidos musicais, como An American in Paris, Singin' in the Rain e The Band Wagon. Todavia, tudo era uma batalha perdida, pois o público estava preferindo ficar em casa e assistir pela televisão. An American in Paris e Singin' in the Rain, assim como o filme Technicolor de 1951 Show Boat (que começou enquanto Mayer ainda estava no poder), se tornaram sucessos de bilheterias; The Band Wagon teve um desempenho mais modesto. Entrementes em 1954 Brigadoon, e Kismet, ambos filmados em Cinemascope, foram um fracasso. Por outro lado Seven Brides for Seven Brothers, também feito em Cinemascope e lançado em 1954, se tornou um sucesso de crítica e público.

### Desenhos da MGM
No departamento de animação, a MGM comprou em 1930 os direitos de distribuir uma série de cartoons que apresentava um personagem chamado Flip the Frog, produzido por Ub Iwerks. O primeiro episódio desse cartoon (intitulado de Fiddlesticks) foi o primeiro sonorizado feito no processo de duas cores da Tecnicolor. Em 1933, Ub Iwerks cancelou Flip the Frog devido ao seu fracasso, e a MGM começou a distribui sua segunda série de animação, apresentando um personagem chamado Willie Whopper, que também era produzido por Ub Iwerks. Em 1934, após o contrato de distribuição com Iwerk ter expirado, a MGM contratou os produtores/diretores de animação Harman and Ising para produzir uma nova série de cartoons coloridos. Harman e Ising vieram para a MGM após romper com Leon Schlesinger e a Warner Bros., trazendo junto seu popular personagem da Looney Tunes, Bosko. Esses cartoons eram conhecidos como Happy Harmonies e em muitos aspectos parecia com a série irmã da Looney Tunes‘, Merrie Melodies. A Happy Harmonies regularmente ultrapassava seu orçamento, e a MGM demitiu Harman-Ising em 1937 para iniciar seu próprio estúdio de animação; a Metro-Goldwyn-Mayer cartoon studio.
Após prejuízos com a mal sucedida Captain and the Kids, o estúdio recontratou Harman e Ising em 1939; Ising criou o primeiro personagem famoso do estúdio, Barney Bear. Todavia, as maiores estrelas de cartoons da MGM viriam com uma dupla de gato-e-rato Tom and Jerry, criados por William Hanna e Joseph Barbera em 1940. O Tom and Jerry ganhou sete Oscar entre 1943 e 1953. Em 1941, Tex Avery, outro aluno de Schlesinger, acabou por se juntar ao departamento de animação. E foi ele um dos responsáveis por séries como Red Hot Riding Hood, Swing Shift Cinderella, e Droopy Dog. Avery largou o estúdio em 1950 deixando Hanna e Barbera se concentrarem nos seus Tom and Jerry e Droopy. Após 1955 todos os cartoons foram filmados em wide screen Cinemascope tendo a MGM fechado seu departamento de animação em 1957.

### O leão no inverno
Em 1957 (por coincidência, o ano da morte de L.B. Mayer) o estúdio perdeu dinheiro pela primeira vez em 34 anos. Os altos custos e o fracasso do épico de 1957 Raintree County levou o estúdio a romper o contrato de Schary. O reinado de Schary na MGM havia sido marcado com alguns hits bona-fide, mas sua partida (junto com a aposentadoria de Schenck em 1955) deixou um vácuo de poder que seria difícil de preencher. Por volta de 1960, a MGM liberou muitos atores de seus contratos, ora em aposentadoria ora indo para o ramo televisivo.
Com um pedido de Leonard Goldenson, diretor das cadeias de cinema da Paramount, a MGM adentrou no ramo de produção televisiva. As primeiras ações da MGM na programação de TV foram exibições de sucessos do como The Thin Man. Anos depois, a MGM produziu diversas séries de sucesso, como The Man from U.N.C.L.E. e a versão sitcom de The Courtship of Eddie's Father.

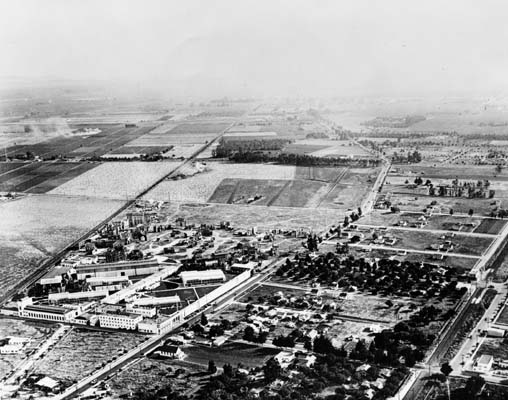
Vista aérea dos estúdios da MGM em 1922.

O ano de 1957 também marcou o fim dos cartoons do estúdio, que acreditava que poderia conseguir a mesma receita reeditando velhos cartoons ao invés de produzi-los. William Hanna e Joseph Barbera, naquela época chefes do estúdio de animação da MGM, pegaram o que eram de direitos seus e fundaram sua própria companhia, Hanna-Barbera Productions, uma bem sucedida produtora de animação. Em 1956 a MGM vendeu seus direitos do The Wizard of Oz para a CBS, programado para ser exibido em novembro do mesmo ano. Em um evento promocional, Oz se tornou o primeiro filme teatral a ser exibido na integra em horário nobre na TV americana. A versão de Laurence Olivier de Hamlet foi exibida em horário nobre um mês depois, mas dividido em duas exibições semanais. Começando em 1959, as exibições anuais de The Wizard of Oz se tornaram uma tradição, com grande audiência e enormes lucros para o estúdio.
Em 1958, a MGM lançou o que é considerado como o último dos grandes musicais, uma produção de Arthur Freed em Cinemascop chamado Gigi, estrelando Leslie Caron, Maurice Chevalier, e Louis Jourdan. Ele havia sido adaptado do romance de Colette, e escrito pelo time de Lerner e Loewe, que também havia escrito My Fair Lady e Camelot. Gigi foi sucesso de crítica e bilheteria, ganhando nove Óscar, incluindo Melhor filme. Do musical vieram muitos hits, como Thank Heaven For Little Girls, I Remember It Well, e the Waltz at Maxim's. O filme foi o último musical da MGM a ganhar o Oscar de melhor filme, uma honra ganhada apenas por seus filmes The Broadway Melody de (1929), The Great Ziegfeld de (1936), e An American in Paris de (1951). O último musical produzido por "Arthur Freed" foi uma adaptação de um musical da Broadway Bells Are Ringing de (1960) com Judy Holliday e Dean Martin. Todavia, a MGM mais tarde lançou outros musicais, incluindo uma adptação de Meredith Willson chamada The Unsinkable Molly Brown  de (1964) com Debbie Reynolds e Harve Presnell.
Em 1959, MGM conseguiu o que era o seu maior sucesso financeiro dos últimos anos com o lançamento do épico de quatro horas Ben-Hur, um remake do filme mudo de 1925, baseado no romance de Lew Wallace. Estrelando Charlton Heston, o filme foi aclamado pela crítica, ganhado onze estatuetas do Oscar, incluindo melhor filme, um recorde que só seria batido por Titanic em 1997 e The Lord of the Rings: The Return of the King em 2003. Em 1961, a MGM retornou a lançar Tom and Jerry, e a produção foi transferida para a Rembrandt Films na Tchecoslováquia, sob a supervisão de Gene Deitch. O Tom and Jerry de Deitch eram bem diferentes do estilo dos originais de Hanna e Barbera. Em 1963, a produção de Tom and Jerry retornou para Hollywood com Chuck Jones e o seu estúdio Sib Tower 12 Productions (lque mais tarde foi absorvido pela MGM e renomeado para MGM Animation/Visual Arts). O grupo de Jones também produziu seus próprios trabalhos, ganhando um Oscar por The Dot and the Line, assim como a versão clássica para a televisão de How the Grinch Stole Christmas! (com Theodor Geisel).
Nesse período a MGM entrou por um marasmo que acabou por afundar o estúdio: um calendário anual que só se baseava em grande épico por ano. Essa política começou em 1959, quando Ben–Hur era rentável o suficiente para carregar o estúdio em 1960. Todavia, épicos que vieram em seguida não conseguiram o mesmo feito, entre eles quatro filmes, que junto de Ben–Hur, também eram remakes—Cimarron (1960) de (1960), King of Kings  (1961), Four Horsemen of the Apocalypse  (1961), e o mais notório de todos, o filme de 1962 Mutiny on the Bounty (1962) . Outro épico que foi diferente e conseguiu relativo sucesso foi uma coprodução MGM-Cinerama chamada How the West Was Won, com um cast recheado de estrelas. King of Kings, enquanto um fracasso de crítica e público na época, vem sendo apontado recentemente como uma obra clássica. Em 1965 porém, a MGM lançou o filme de David Lean, Doctor Zhivago, um sucesso popular, só voltando a trabalhar com o diretor no filme Ryan's Daughter, um fracasso de 1970.
Como a MGM afundava diversos diretores no estúdio iam e vinham, além ainda de inúmeros presidentes da empresa que procuravam trazer ao estúdio os seus dias de glória.

### Início da Era Kerkorian

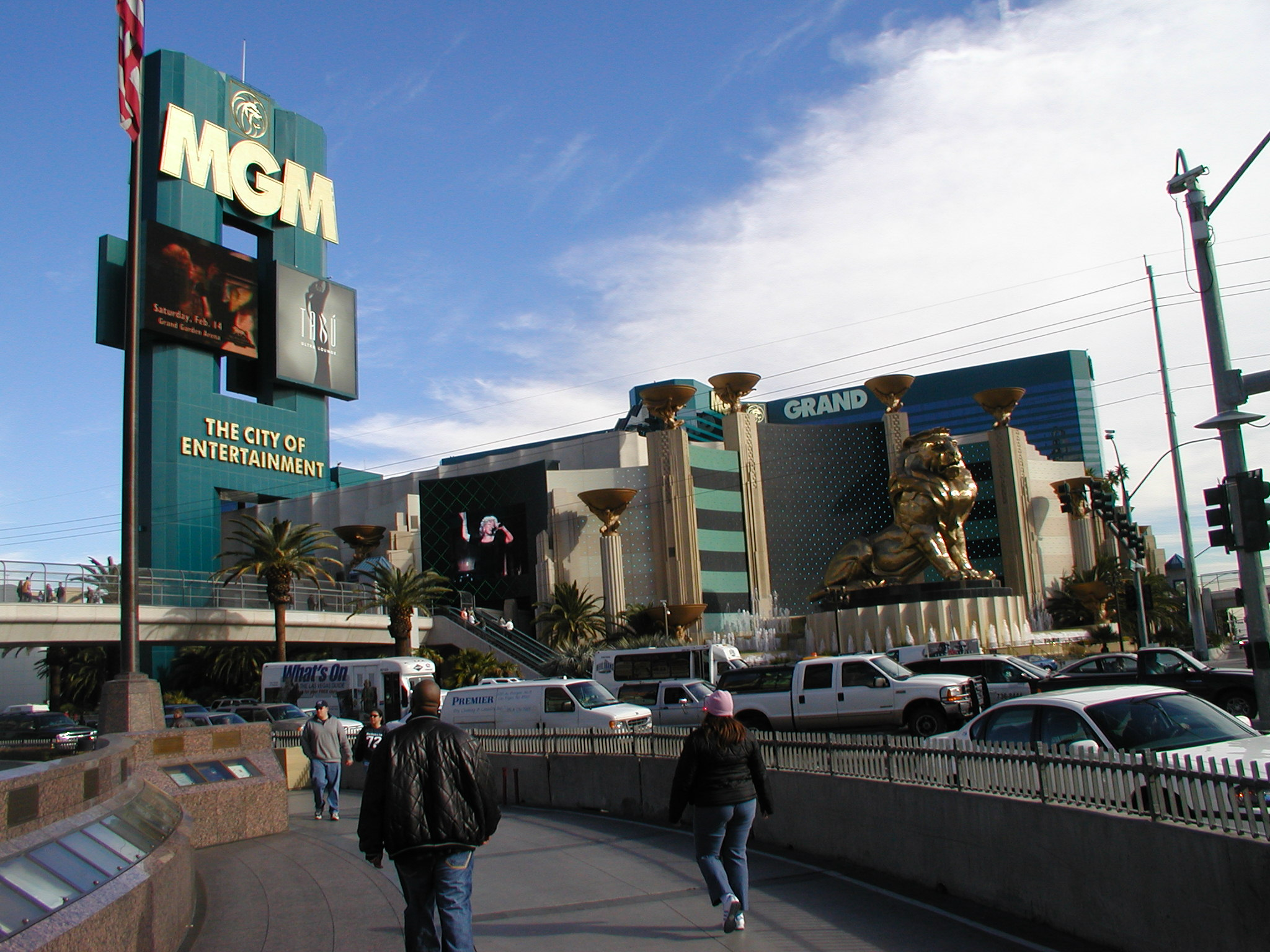
Cassino da MGM em Las Vegas

Em 1967, a MGM foi vendida para o investidor canadense Edgar Bronfman, Sr., cujo filho Edgar Bronfman, Jr., mais tarde iria comprar a Universal Studios. Dois anos depois, um pouco mais rentável agora, a MGM foi revendida para o milionário de Nevada Kirk Kerkorian. O novo dono fez investimentos em Las Vegas usando o nome da empresa, tendo a parte cinematográfica sendo diminuída sob a direção de James T. Aubrey, Jr.. Em suas mudanças, a produção de filmes diminuiu e as co-produções e a distribuição de filmes independentes aumentaram. As operações da MGM foram racionalizadas. Aubrey vendeu o mobiliário cinematográfico, assim como os adereços e vestimentas da MGM, um deles os sapatos usados por Dorothy em The Wizard of Oz.
Nos anos setenta a produção do estúdio diminuiu consideravelmente—Aubrey preferia quatro ou cinco blockbusters por ano, junto com outras inúmeras pequenas produções. Com o declínio da produção Kerkorian fechou as vendas da MGM e os escritórios de distribuição em 1973, passando essa atividade para a United Artists. Kerkorian se distanciou do estúdio, se voltando para as atividades de cassinos em Las Vegas (que alguns deles carregavam o nome da MGM). Em 1979, Kerkorian declarou que a MGM era uma empresa primeiramente hoteleira, mas ele aumentou as produções cinematográficas e o acervo da empresa com a compra da United Artists em 1981. Com a compra da UA, a MGM adquiriu direitos de alguns curtas de Looney Tunes e Merrie Melodies da Warner Bros. e Popeye produzidos por Fleischer Studios e Famous Studios para a Paramount Pictures que pertenciam a Associated Artists Productions (AAP).

### MGM/UA, Turner e Pathé
O logo "Metro-Goldwyn-Mayer" com Leo o leão foi mudado para refletir a compra da UA, rebatizando a empresa para "MGM/UA Entertainment Co."
Em 1986, Ted Turner comprou a MGM/UA. Todavia, devido as preocupações da comunidade financeira em relação à carga de dividas de suas empresas, ele foi forçado a vender parte da empresa 74 dias depois (17 de outubro de 1986) para Kirk Kerkorian por aproximadamente 780 milhões de dólares (480 milhões pela United Artists e 300 milhões pelo Logo da MGM).
Turner manteve o único ativo da MGM que ele realmente queria que era o seu acervo cinematográfico, assim como sua programação televisiva. (com exceção da maioria dos shows produzidos pela UA e por seu antecessor Ziv Television Programs, com Gilligan's Island indo para Turner). Kerkorian ficou com a United Artists e com os direitos do nome MGM. O terreno do estúdio em Culver City, que eram da MGM desde 1918, foi vendido para a Lorimar-Telepictures, uma empresa de produção televisiva.

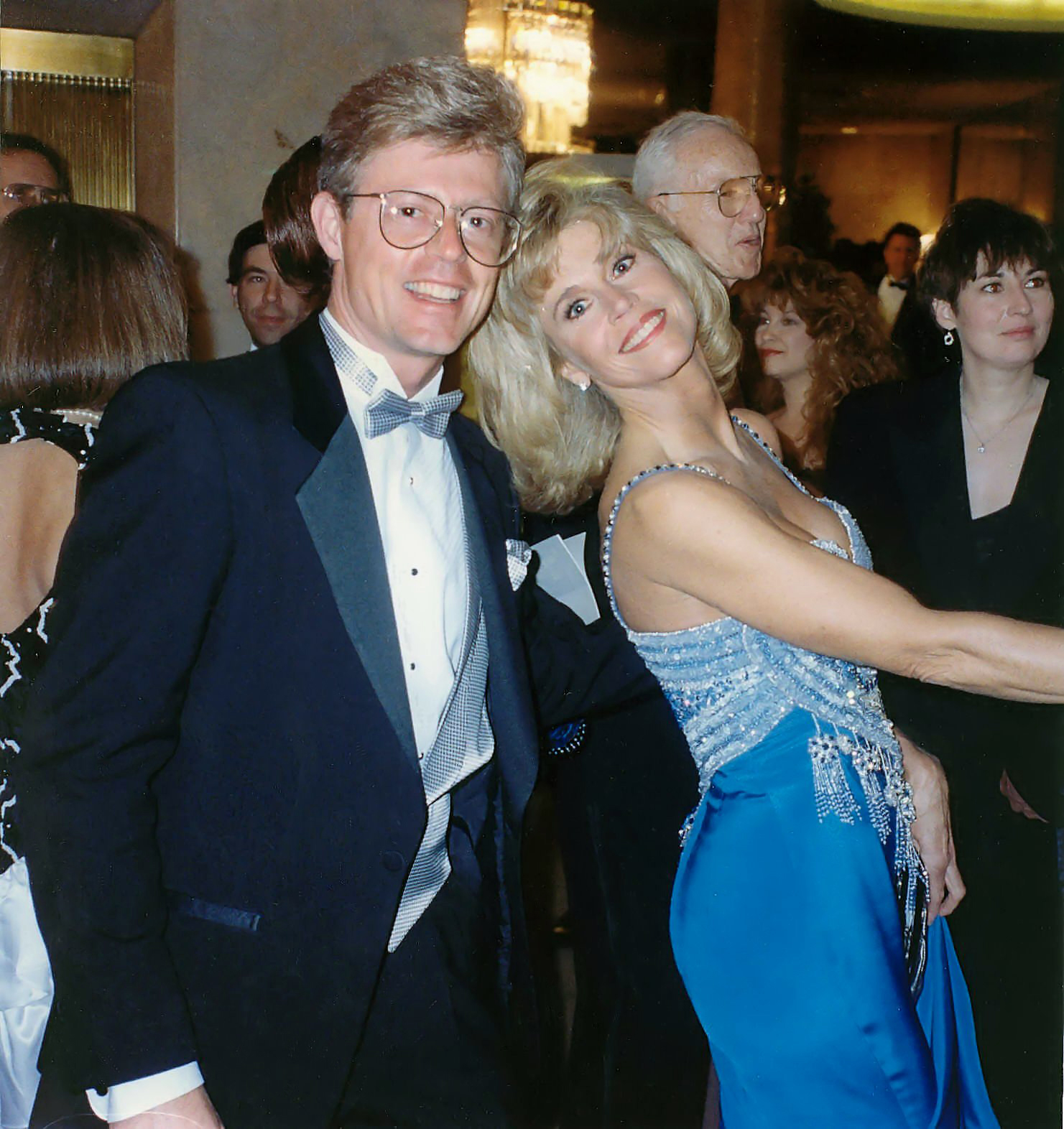
Ted Turner e sua ex-mulher Jane Fonda em 1992

Grande parte do catálogo obtido por Turner foi ponto de conflito naquela época; sendo depois determinado que ele tinha direito sobre todo acervo da MGM, acervo estes datados desde os anos anteriores à fundição, assim como parte dos arquivos anteriores de 1950.
Turner começou a exibir os filmes da MGM na sua TV Turner Network Television, e causou uma grande controvérsia quando começou a "colorizar" muitos clássicos preto-e-branco do cinema. Em 1987, o nome MGM/UA continuou a ser usado, mas mudou para MGM/UA Communications Co., agora MGM e UA como marcas distintas, sendo que a companhia criou um novo logo para MGM/UA em suas co-produções entre a MGM e UA. Produções feitas pela MGM carregavam uma nova versão do logo original, Metro-Goldwyn-Mayer, mas com uma linha baixo com os dizeres "An MGM/UA Communications Company" até 1993.
Em 1990, o financista italiano Giancarlo Parretti anunciou ter tomado controle da francesa Pathé, e que estava a ponto de comprar a MGM/UA. Apesar de um passado nebuloso, Parretti conseguiu apoio do Crédit Lyonnais e tomou o controle da MGM/UA renomeando a empresa para MGM–Pathe Communications Co. Um bem respeitado executivo, Alan Ladd, Jr., um ex-presidente da MGM/UA, foi trazido por Parretti para dirigir a Pathé, sendo depois CEO da MGM em 1991. Todavia, no mesmo ano o controle de Parretti foi desestruturado por uma cachoeira de ações judiciais e pela perda de apoio da Crédit Lyonnais, e Parretti enfrentou processos por fraude financeira nos EUA e na Europa. À beira da ruína e falência, a Credit Lyonnais tomou controle total da MGM–Pathé e converteu seu nome de volta a Metro-Goldwyn-Mayer. A Pathé foi comprada por Chargeurs em 1992.
Apesar de alguns sucessos comerciais, como Thelma and Louise, a Crédit Lyonnais foi incapaz de sanar o fluxo vermelho dos meados da década de noventa; colocando o estúdio à venda, ela encontrou somente um comprador disposto no negócio: Kirk Kerkorian. Agora novamente dono da MGM pela terceira vez, Kerkorian entendeu que um plano sólido de negócios era a única esperança do estúdio. A Crédit Lyonnais convenceu Kerkorian e o conselho diretor a demitir Alan Ladd, Jr. como CEO da empresa e colocar um antigo executivo da Paramount, Frank Mancuso Sr. Ao se comprometer em fazer mais e melhores filmes, vendendo uma parte do estúdio para a australiana Seven Network, e instalando uma boa equipe de gestão, Kerkorian começou a trazer o crédito da MGM como uma empresa segura para ser investida.
Em 1990, Turner contrata a Hanna-Barbera para produzir uma nova versão de Tom & Jerry, Tom & Jerry Kids, no ano seguinte, adquire o estúdio, fazendo que outras criações da dupla ficassem sob a mesma empresa. Com o acervo de curtas da MGM, parte da Warner Popeye e Hanna-Barbera, Turner fundou em 1993 o canal Cartoon Network, canal com 24 horas de programação dedicado a desenhos animados.

### Reestrutura da MGM
Em abril de 1997 a MGM comprou as subsidiarias da Metromedia (Orion Pictures, The Samuel Goldwyn Company, e Motion Picture Corporation of America) por cerca de US$ 573 milhões, aumentando substancialmente sua biblioteca de filmes, além ainda da sua capacidade de produção. o acordo foi fechado em julho daquele ano. Esse catálogo, que incluía a franquia James Bond, era considerado o principal ativo da MGM. No mesmo ano, a série da MGM Stargate SG-1foi ao ar pela primeira vez.
Em 2000, MGM mudou sua forma de distribuir filmes internacionalmente. Até então seus filmes eram distribuídos pela United International Pictures (UIP), uma joint venture da MGM, Universal Pictures, e Paramount Pictures. A UIP foi acusada pela União Europeia de ser um cartel ilegal, e em novembro de 2000 a MGM cortou seus laços com UIP e passou a distribuir seus filmes internacionalmente pela 20th Century Fox. No Brasil A MGM também tem distribuidores de cinematográfica no mundo inteiro com a Warner Bros., Universal Studios e Europa Filmes. Na Televisão Brasileira exibido pela sessões de cinema na TV, com SBT, Rede Globo, Rede Record e Rede Bandeirantes e outras emissoras. E Também tem TV A Cabo com TV por Assinatura com a TNT, Cartoon Network, Disney Channel, Boomerang, Tooncast, HBO, TCM, Sony Channel, Universal TV, Megapix e Rede Telecine.

### Novos caminhos e crise
Muitos dos concorrentes da MGM começaram a fazer propostas para a compra do estúdio, começando com a Time Warner. Não foi uma surpresa a tentativa de compra da Warner, já que o maior acionista da empresa era Ted Turner. Sua Turner Entertainment havia conseguido decolar nos negócios após a compra do acervo da MGM anterior a 1986.Todavia, após um pequeno período de negociações, a Time Warner não conseguiu fechar o negócio. A segunda a tentar a compra foi a Sony Corporation of America, apoiada pela Comcast e por grupos privados da Texas Pacific Group (ate o presente momento com o nome mudado para TPG Capital, L.P.), e da Providence Equity Partners. O principal objetivo da Sony era conseguir o apoio da MGM no novo formato de vídeo Blu-ray Disc. A Time Warner fez uma contra oferta (que segundo dizem foi contra a vontade de Ted Turner), mas em 13 de setembro de 2004 a Sony aumentou sua oferta em 11,25 dólares por share (cerca de $ 4,7 bilhões) para $ 12/share ($ 5 bilhões), e a Time Warner acabou por retirar sua oferta. A MGM e a Sony concordaram com uma venda por cerca de $ 5 bilhões, a qual cerca de $ 2 bilhões seriam destinados para pagar os débitos da empresa.  . Entre 2005-2006, Columbia TriStar Motion Picture Group distribuíram os filmes da MGM e da UA para consumo domestico.
A MGM anunciou que iria retornar ao ramo de distribuição cinematográfica. A MGM negociou e fechou negócios com a The Weinstein Company, Lakeshore Entertainment, Bauer Martinez, e inúmeras outras produtoras independentes, anunciando seu planbo de lançar cerca de 14 filmes em 2006 e no começo de 2007. A MGM também esperava lançar cerca de 20 filmes em 2007, sendo Lucky Number Slevin, lançado em 7 de abril foi o primeiro. Outros filmes do negócio MGM/Weinstein foram lançados, como Clerks II e Bobby.
Em 31 de maio de 2006, a MGM anunciou que estaria mudando o serviço de vendas domesticas da Sony Pictures Home Entertainment para 20th Century Fox Home Entertainment (com exceção das co-produções entre Columbia ou TriStar, assim como as EON Productions, responsável pela franquia James Bond, já que a Sony era sócia majoritária da série. A MGM também anunciou os planos de reestruturar seu sistema de distribuição televisiva internacional. Além do mais, a MGM assinou um contrato com a New Line Television na qual a MGM seria responsável pela venda de pacotes de filmes e séries de TV. A MGM atuou como representante de vendas da New Line até 2008. Em 2 de novembro de 2006, o produtor e ator Tom Cruise junto de sua parceira Paula Wagner, assinaram um contrato com a MGM para reativar a United Artists. Wagner será a chefe-executiva da United Artists e Cruise produzirá e atuará nos filmes da UA e da MGM.

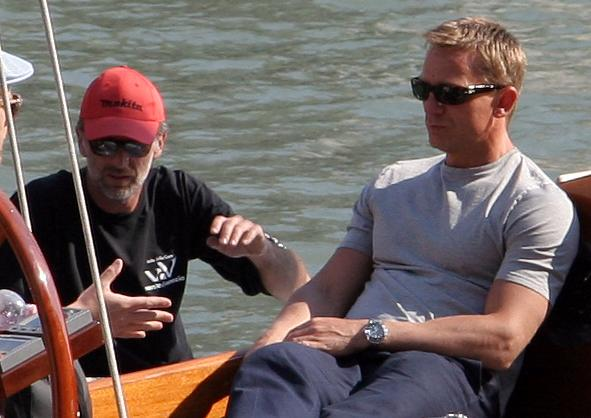
Daniel Craig durante as filmagens de Casino Royale.

Ao longo dos anos, a MGM lançou uma série de iniciativas na distribuição e no uso de novas tecnologias nos meios de comunicação, bem como empreendimentos conjuntos para promover e vender seus produtos. Em abril de 2007 foi anunciado que os filmes da MGM poderiam ser baixados no serviço iTunes da Apple, sendo estimada a existência de cerca de 100 filmes da empresa, e a lista inclui filmes como Rocky, Ronin, Mad Max e Dances with Wolves, além ainda de filmes da era de ouro do estúdio, como Lilies of the Field  e The First Great Train Robbery. Em outubro, a empresa lançou o MGM HD na DirecTV, oferecendo diversos filmes do estúdio formatado em High definition. Também em 2007, a MGM vendeu os direitos de distribuição de filmes fora dos Estados Unidos á 20th Century Fox. MGM juntou-se com a Weigel Broadcasting para lançar um novo canal chamado This TV em 1 de novembro de 2008. Em 12 de agosto de 2008, a MGM se associou á Comcast para novos projetos na area da televisão. Em 10 de novembro de 2008 a empresa anunciou que iria lançar filmes inteiros no site do YouTube. Já em meados de 2009, a MGM tinha cerca de 3,7 bilhões de dólares em dividas, com juros que totalizavam sozinhos $ 250 milhões por ano. A MGM ganha cerca de $ 500 milhões por ano com o faturamento em cima do seu longo catálogo de filmes e programas de televisão, mas a crise económica de 2009 reduziu esse faturamento substancialmente. A falência da MGM tem sido alvo de diversas discussões na indústria cinematográfica. A MGM deve pagar um empréstimo de cerca de US$ 250 milhões em abril de l 2010, mais US$ 1 bilhão em junho de 2011, e o restante de empréstimos no valor de US$ 2,7 bilhões em 2012. Em maio de 2009, o auditor da MGM deu à companhia um "atestado de saúde", concluindo que ela ainda estava apta para honrar o pagamento dos credores. Naquele momento, a companhia estava negociando com seus credores para prorrogar a data de vencimento dos débitos pendentes. os analistas da indústria, todavia, se questionaram se a MGM pode se enquadrar nas condições de falência da Carta Régia americana, e que se as negociações não avançarem a empresa pode ser declarada falida. A MGM e sua subsidiária United Artists produzem poucos filmes por ano, e é espalhado amplamente que a solvabilidade da MGM depende da bilheteria desses filmes, em especial o futuro filme da franquia James Bond. Existem indicações que a Relativity Media e seu financiador, a Elliott Associates, vem tentando adquirir a dívida da MGM e levá-la à falência. Em 17 de agosto de 2009, a MGM demitiu o diretor executivo Harry E. Sloan e contratou para CEO Stephen F. Cooper, um executivo que havia dirigido a Enron através da crise de 2001, e reestruturou a Krispy Kreme em 2005. A expectativa é que ele consiga resolver os problemas com os débitos da MGM. Em 1 de outubro de 2009, a nova direção do estúdio entrou com um acordo com seus credores, a qual os pagamentos previstos para setembro e novembro de 2009 só seriam pagos até 15 de dezembro de 2009.

### Ruptura e tentativa de venda
Após a contratação do novo CEO, Stephen Cooper, em agosto de 2009, Cooper tentou convencer os credores da MGM a reestruturar as dividas de longo prazo da empresa, a fim de permitir ao estúdio continuar com seu modelo de negócios existente até então. Os credores se recusaram e argumentaram que a venda da empresa seria a única forma de recuperar seus investimentos. Cooper concordou em realizar um leilão para medir o nível de interesse de potenciais compradores e o valor dos bens da MGM para a venda. Em 12 de novembro de 2009, a MGM anunciou que estava "começando um processo para explorar várias alternativas estratégicas, incluindo a operação como uma entidade autônoma, formando parcerias estratégicas e avaliando uma possível venda da empresa". Entre as alternativas, existe a venda da empresa ou a fusão com outra do ramo midiático, talvez um leilão de ativos, que poderia incluir a venda de direitos de mais de 4 000 títulos de sua biblioteca, o logo da companhia, a venda dos direitos da franquia James Bond, e a posse da metade dos direitos do lançamento do filme The Hobbit (previsto inicialmente para serem lançados em dezembro de 2011 e dezembro de 2012). O estúdio também ponderou a possibilidade de ter um grande afluxo de dinheiro com novos investidores, embora os analistas da indústria acreditem que essa alternativa seja improvável de acontecer. Outros analistas disseram que a venda da empresa traria um valor líquido de cerca de $ 1,5 bilhão à $ 3 bilhões de dólares. Alguns afirmam diminuem o valor entre $ 2 bilhões à $ 2,5 bilhões. Compradores potenciais incluem a Time Warner (que tem reservas de dinheiro suficiente, e é co-produtora dos dois filmes Hobbit), Qualia Capital (uma empresa dirigida pelo produtor de Hollywood Amir Malin), 20th Century Fox (distribuidor de home entertainment da MGM), e a Lionsgate.
A MGM também anunciou que seus credores concordaram com uma tolerância de pagamentos da dívida da empresa, inicialmente até 31 de janeiro de 2010, mas a tolerância foi estendida para 31 de março de 2010. Até o começo de dezembro de 2009 16 companhias anunciaram o desejo de comprar toda ou partes da MGM, embora apenas duas tivessem realmente negociado um acordo de confidencialidade que lhes permitia examinar as atividades financeiras da MGM. The Hollywood Reporter afirmou que a Warner Bros., 20th Century Fox, e Lionsgate eram os principais interessados na empresa. Os observadores alertaram, todavia, que os compradores poderiam comprar apenas alguns dos ativos da MGM, como a franquia James Bond ou O Hobbit, que custariam menos de $ 1 bilhão de dólares. Ao final, uma publicação do ramo de cinema afirmou que os credores aceitaram oferecer um valor de $ 2 bilhões por partes ou a totalidade do estúdio. Mesmo uma proposta ou propostas totalizando 1,8 bilhões dólares poderiam ser aceitas, e os observadores da indústria disseram que, se o comprador concordasse com o "schmuck insurance"(o direito de converter dívida em capital, sob certas condições e prazos). Em 18 de dezembro, a imprensa informou que a News Corporation da 20th Century Fox estava interessada em comprar a MGM, mas que a News Corp poderia não concordar com os termos restritivos do contrato, que (em parte) não permitia que compradores em potencial conversasse com os credores da MGM. Esses termos também levou outros dois compradores a desistirem do negócio, além de vários outros que tinham interesse caso a venda não fosse concluída. O processo de venda estava quase estagnado, afirmou uma publicação empresarial, e apenas quatro dos vinte compradores iniciais ainda estavam interessados até a data de 18 de dezembro.
A MGM originalmente estabeleceu uma sexta feira, 15 de janeiro, como o prazo máximo de recebimento de propostas. Entrementes, foram enviadas menos propostas que o esperado. A Reliance Entertainment, que possui uma joint venture com a DreamWorks, entrou no processo de venda na data limite estabelecida. A News Corp. teria aceitado os termos restritivos por volta de 15 de janeiro, e estava considerando as propostas. Em 17 de janeiro, O New York Times afirmou que propostas de compram vieram da Time Warner, Lionsgate, e mais algumas pequenas empresas que ofereciam um valor inferior a $ 2 bilhões. Algumas das propostas estavam abaixo de $ 1 bilhão, e algumas exigiam o pedido de falência da MGM primeiro e o pagamento de suas dividas. Todavia, o Financial Times afirmou que a maioria dos lances ficaram entre $ 1,5 e $ 2 bilhões de dólares. Barclays Capital, um banco de investimentos da Inglaterra, foi incluído, ao dizer que "Achamos improvável que os credores da MGM aceitem uma venda inferior a $ 2 bilhões de dólares". A Time Warner, segundo uma publicação, é vista pelos observadores como a líder nas negociações, pois possui grande parte da biblioteca da MGM e muitas reservas em dinheiro. A Qualia Capital, pensada previamente em ser uma compradora em potencial, sugeriu que os credores da MGM poderiam evitar forçar o estúdio à falência ao aceitar transformar $ 500 milhões de dívida em ações da companhia (o que daria com a MGM uma infusão de dinheiro, bem como eliminar uma parte substancial da dívida). Por 23 de janeiro, lances vindos da Relativity Media (cerca de $ 1,6 bilhões) e Reliance Entertainment (cerca de $ 1,8 bilhões) foram recebidos. Seis dias depois, a MGM estendeu seu prazo de vencimento para 31 de março, e no dia seguinte, a News Corporation sugeriu que a companhia poderia oferecer à MGM algum dinheiro para continuar suas atividades básicas.
Alguns dias depois, o CEO da Time Warner, Jeff Bewkes, declarou seu interesse na MGM, mas não entraria em detalhes, embora afirmasse que começaria a pensar no caso. Ao mesmo tempo, a News Corporation anunciou que eles foram expulsos da licitação após o CEO da empresa, Rupert Murdoch afirmar estar sendo intimidado pelos outros negociadores, e que ele estava considerando comprar a agora extinta Miramax Films da Disney. Mais tarde, outros compradores entraram nas licitações da Miramax e da Overture Films da Liberty Media, que haviam sido iniciadas pelos seus respectivos donos.
Em fevereiro de 2010 a MGM anunciou que o estúdio seria vendido nos próximos quatro meses, e que seu último filme, Hot Tub Time Machine, poderia ser o último a ostentar o nome da companhia. No entanto, alguns afirmam que a empresa pode continuar com seu nome para novas produções de James Bond, bem como para propriedades ou outros filmes da biblioteca da MGM. Algumas semanas depois, a MGM marcou para 19 de março o prazo máximo para recebimento de propostas de interessadas em compra, incluindo a Time Warner e a Lionsgate, sendo ressaltado que a Time Warner era a mais provável compradora pois havia adquirido todo o catálogo de filmes pré-1986 comprado originalmente por Ted Turner, após comprar a Turner Broadcasting System em 1996, fazendo que recuperasse os direitos de curtas de Looney Tunes e Merrie Melodies e que o acervo do Cartoon Network aumentasse.
Em 18 de março de 2010, o The Wall Street Journal noticiou que a venda da MGM estava fadada ao fracasso, pois os lances da Lionsgate e do bilionário Leonard Blavatnik, assim como os da Time Warner, não chegavam a $ 2 Bilhões. Mais tarde, todavia, Time Warner apresentou o maior valor pela compra do estúdio, $ 1,5 bilhões, depois de ser o último dos três concorrentes (Lionsgate e Blavatnik) a apresentar propostas, e MGM reviu as propostas dos concorrentes tendo a Warner como favorita. Em 25 de março a Lionsgate anunciou que não iria aumentar sua oferta e que iria desistir da compra da MGM.
Em 31 de março, os diretores da MGM conseguiram prorrogar a data de vencimento das dividas de 8 de abril para 14 de maio. Em 7 de abril, foi anunciado que a Relativity Media, ex-concorrente da MGM, iria oferecer cerca de $ 500 milhões para financiar futuros filmes do estúdio.
Em 8 de abril, foi noticiado que os diretores Tony Scott e Ridley Scott estavam interessados em dirigir o estúdio. No mesmo tempo, a Time Warner anunciou que poderia aumentar a sua oferta de $ 1,5 bilhão para a MGM (que foi considerado muito baixo), dando participações para o estúdio, atuando como parceiro operacional, ou em outras atividades conjuntas. Como resultado das negociações, a EON Productions de Michael G. Wilson e Barbara Broccoli anunciaram que a produção de James Bond havia sido suspensa indefinidamente. Desde então, muitos começaram a especular se a MGM já estava à beira de falência, ou de uma provável compra. Todavia, o assessor da companhia afirmou que a empresa estava desistindo da venda, em 7 de maio de 2010, sendo que Jeff Bewkes declarou que a venda da MGM "só faria sentido se fosse vendia a um preço justo".
Em 13 de maio foi noticiado que os credores da MGM decidiram prorrogar o pagamento dos juros das dividas até a data limite de 14 de julho. Mais tarde, em 18 de maio, os credores começaram a pensar numa maneira de reestruturar a empresa. Essas discussões incluíam, além dos credores, a Summit Entertainment, Spyglass Entertainment e o ex-fundador do Yahoo!, Terry Semel. O futuro da MGM agora esta nas mãos dos detentores de suas dividas.
No começo de julho de 2010 o jornal inglês The Guardian afirmou que os projetos de filmagens do novo James Bond foram canceladas devido aos impasses financeiros da MGM. O jornal ainda afirma que não somente as filmagens desse novo filme foram canceladas, como também toda a franquia da série.
No dia 2 de Dezembro a justiça de Nova Iorque aprovou um novo plano de reestruturação da empresa após a declaração de falência da empresa no começo de novembro. Com o novo plano, após a saída do vermelho, a empresa será controlada pela Spyglass Entertainment, diminuindo as atividades da empresa a ponto de se tornar apenas uma produtora.

### Compra pela Amazon
Em maio de 2021, a Amazon comprou os estúdios cinematográficos MGM por 8,45 bilhões de dólares. Em 2023, a Amazon Studios se fundiu a MGM Holdings, controladora da MGM, formando a Amazon MGM Studios.